# BE FREE/涙空
「BE FREE/涙空」（ビー フリー/なみだぞら）は、GReeeeNの通算5枚目となるシングル。2008年1月16日にNAYUTAWAVE RECORDSより発売。

## 概要
GReeeeN初の両A面シングル。また、映画主題歌のタイアップがつくのもGReeeeN初である。
両方とも作詞・作曲はGReeeeN。

## 収録曲
全作詞・作曲 : GReeeeN
1. BE FREE [4:39]
  - 日活配給映画『ネガティブハッピー・チェーンソーエッヂ』主題歌
  - 日テレ系『音楽戦士 MUSIC FIGHTER』2008年1月オープニングテーマ
  - タウンワーク フロムエー ハナサク・プロジェクト CMテーマ
  - 原曲はプロデューサーのJINが2003年から2005年まで在籍していたロックバンドindigo7の「BE FREE」。
2. 涙空 [4:42]
  - MVは本庄市立本庄南中学校で撮影された[1]。

|  | 変ニ長調 (D♭) |

| 前半 | 前半          | → | 大サビ | 大サビ     |
|      | 変ホ長調 (E♭) | → |        | ヘ長調 (F) |

## 収録アルバム
- あっ、ども。おひさしぶりです。（#1,2）
- いままでのA面、B面ですと!?（#1,2）
- 歌うたいが歌うたいに来て 歌うたえと言うが 歌うたいが歌うたうだけうたい切れば 歌うたうけれども 歌うたいだけ 歌うたい切れないから 歌うたわぬ!?（#1、初回盤Aのみ収録）
- ALL SINGLeeeeS 〜& New Beginning〜（#1,2）